# Запорожское городское объединение художников «Колорит»
Запорожское городское объединение художников «Колорит» (укр. Запорізьке міське об'єднання митців «Колорит») — творческая организация города Запорожье, членами которой являются как профессиональные, так и непрофессиональные художники, дизайнеры, карикатуристы.

## Об организации

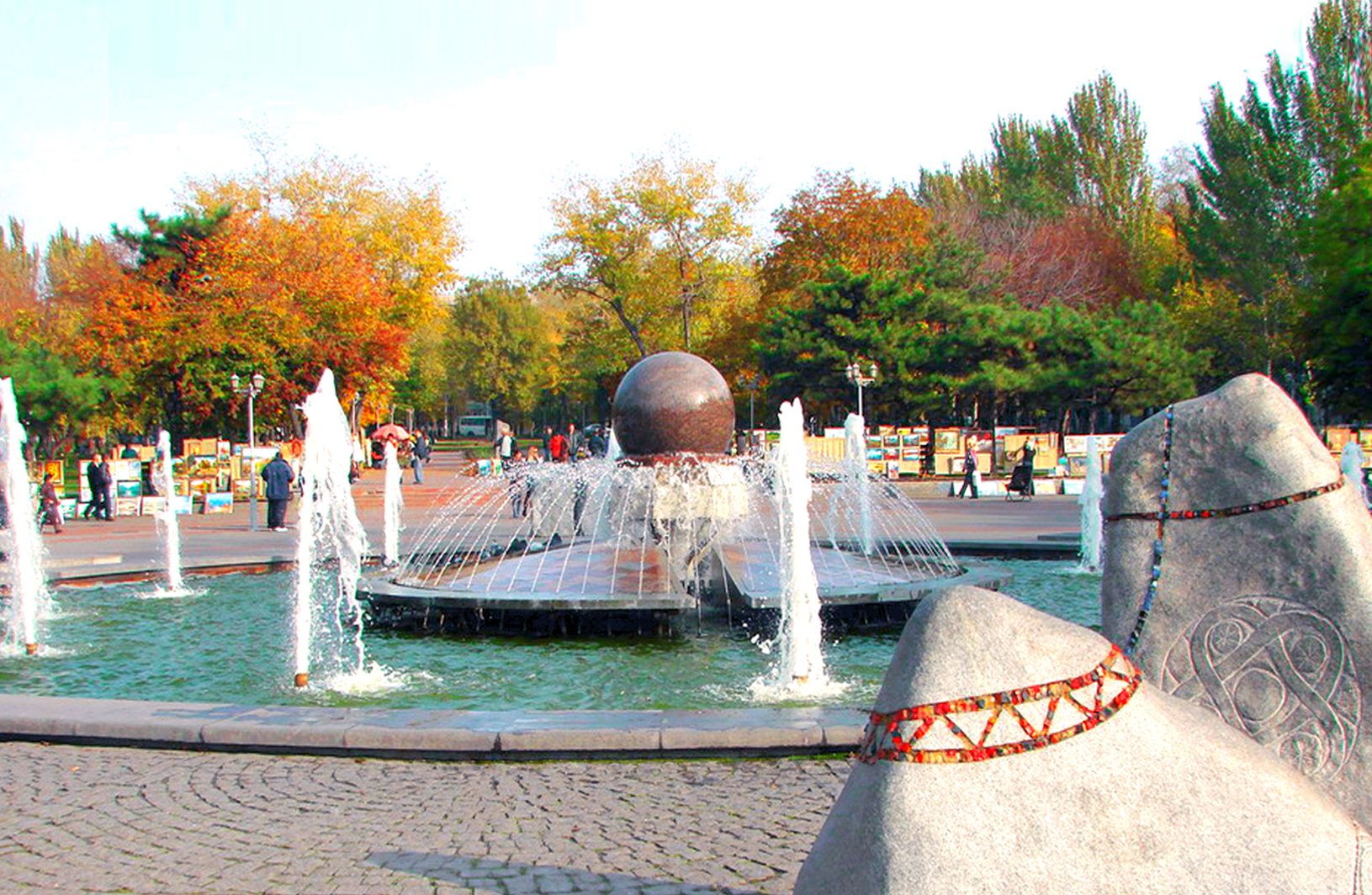
Выставки Запорожского городского объединения художников «Колорит» возле Фонтана Жизни на Площади Маяковского в центре города

Объединяет художников, которые проживают и работают в Запорожье — как профессионалов, так и аматёров, не имеющих художественного образования, но доказавших на практике свой талант. Крупнейшая творческая организация Запорожья, чьи мастера и художники хорошо известны горожанам благодаря участию в благотворительных акциях, съёмках в телевизионных передачах и публикациях в городских СМИ.
На момент создания в 1994 году «Колорит» насчитывал 14 человек. На 2011 год в организацию входило 160 членов от 22 до 92 лет, которые представляли самые разнообразные жанры, техники и направления.
Целью «Колорита» является творческая деятельность в отрасли культуры и искусства, пропаганда и популяризация творчества художников Запорожского региона, независимо от их образования или членства в других творческих организациях, поиск талантов и содействие их творческому развитию, содействие обмену культурными достижениями, воспитание уважения к истории и культуре Запорожского края, традициям украинского и других народов, утверждения демократических, общечеловеческих ценностей.

## Реализованные программы и проекты

### Запорожский Вернисаж
Самый главный проект, который реализует Запорожское городское объединение художников «Колорит» от основания по настоящее время — создание и развитие Запорожского Вернисажа на площади Маяковского. Ежедневные выставки «Колорита» возле Фонтана Жизни являются уникальным местом в Запорожье, где можно пообщаться с художниками, увидеть мастер-классы, получить полезные советы.
Запорожский Вернисаж возле Фонтана Жизни был включён туристическими организациями в обязательные экскурсионные маршруты города. Он стал туристической достопримечательностью, которую с удовольствием посещают горожане и гости Запорожья, в том числе иностранные туристы.

### Художественные выставки «С любовью к родному городу»
Объединение организует ежегодные художественные выставки «С любовью к родному городу» в зале Запорожского союза фотохудожников. В частности, в 2009 году выставка была посвящена 70-летию Орджоникидзевского района, а в 2010 году — 240-летию Запорожья. Художники-члены «Колорита» представляют на выставках работы живописного и прикладного искусств в разных направлениях и жанрах. Выставки освещаются запорожскими СМИ.

### Благотворительная деятельность
Объединение «Колорит» известно своей активной благотворительной деятельностью. С целью её осуществления Объединение создаёт собрания авторских работ разнообразных стилей и направлений для последующей бесплатной передачи их больницам, детским домам, интернатам, ветеранским и культурным организациям, другим объединениям граждан и государственным учреждениям. Только на протяжении последних лет работы передавались в подарок отделу гематологии Областной детской больницы, Запорожскому национальному университету, Запорожскому областному фонду «Милосердие и здоровье», Запорожской благотворительной организации «Хоспис Архангела Михаила», Запорожскому реабилитационному центру для детей-инвалидов «Надежда», Областному приюту для несовершеннолетних, Координационному Совету по вопросам содействия правоохранительным органам Украины, Запорожской областной библиотеке для детей «Юный читатель», Детскому театру танца, Детской музыкальной школе № 1, театральному фестивалю «Золотая Хортица», фестивалю бардовской песни «Редкая птица». Работы членов Объединения разыгрывались среди подписчиков газет «МИГ по выходным» и «Индустриальное Запорожье», а также коллекция работ была передана в подарок Запорожью ко Дню города.

### Участие в фестивалях и выставках
«Колорит» — неизменный участник культурных мероприятий, которые происходят в Запорожье, а также гость фестивалей и выставок по всей Украине. 
Объединение выступало организатором и соорганизатором многих передвижных выставок и вернисажей, в том числе во время следующих мероприятий:
- Областная культурно-художественная акция «Запорожские обереги»;
- «Татарский Сабантуй»;
- Празднование юбилея Запорожского трансформаторного завода;
- IX международная специализированная выставка «Ювелирный мир»;
- Покровская ярмарка;
- Празднование Дня города;
- Фестиваль «Спас на Хортице»;
- Фестиваль Покрова на Хортице;
- IV Международный инвестиционный форум;
- IV Международная научно-практическая конференция по вопросам патриотического воспитания молодёжи;
- «Карпатский Вернисаж» (Ивано-Франковск);
- «Барвы Украины» (Донецк);
- «Пасхальная Пысанка» (Винница);
- «Павлоград собирает друзей» (Павлоград).

### Сотрудничество с другими организациями
«Колорит» сотрудничает со многими общественными организациями в Запорожье и Украине, среди которых Международная Федерация боевых искусств «Спас», Международный благотворительный фонд «Украинская семья», Всеукраинское художественное агентство «Традиция», творческое объединение «Самоцветы Запорожья», благотворительный фонд «Дельфин», Координационный Совет по вопросам содействия правоохранительным органам Украины, Запорожский областной фонд «Милосердия и здоровья», Запорожский центр татарской культуры «Алтын Ай» («Золотая Луна») и другие.
«Колорит» стал партнёром проведения соревнований «Лава на лаву» на Кубок князя Святослава Храброго, проведённых Международной Федерацией боевых искусств «Спас».
Запорожское городское объединение художников «Колорит» является членом Общественного совета при исполнительном комитете Запорожского городского совета от его образования 17 марта 2011 года.

### Проект «Я люблю Запорожье»
В 2009—2011 годах в рамках Запорожского городского объединения художников «Колорит» был создан сувенирный проект «Я люблю Запорожье». Целью проекта стало воспитание чувства уважения и патриотизма к истории и современности Запорожья, поддержка его положительного имиджа на Украине и в мире, в частности, во время проведения чемпионата «Евро-2012». 
В рамках проекта «Я люблю Запорожье» к 240-летию города была представлена «Сувенирная карта Запорожья». Это произведение основано на топографической карте и представляет в мультипликационном стиле все интересующие туристов и горожан объекты города. «Сувенирная карта Запорожья» была торжественно презентована на Покровской ярмарке и на IV Международном инвестиционном форуме, её экземпляры передавались в дар городским и областным библиотекам, школам, детским садам.